# Josep Maria Castellet
Pour les articles homonymes, voir Castellet.
Œuvres principales
- Els escenaris de la memòria
- Seductors, il·lustrats i visionaris. Sis personatges en temps adversos

Josep Maria Castellet (en catalan) ou José María Castellet (en espagnol), né à Barcelone, Espagne le 15 décembre 1926 et mort dans la même ville le 9 janvier 2014 à l'âge de 87 ans, est un écrivain, critique littéraire et éditeur espagnol d'expression catalane et castillane, et a eu un rôle important dans la vie culturelle catalane et espagnole de la deuxième moitié du XXe siècle.

## Biographie
Il fut le principal théoricien et défenseur en Catalogne du « réalisme historique ». L'anthologie Poesia catalana del segle XX (1963), coécrite avec le critique Joaquim Molas (es), est considérée comme le manifeste de cette tendance.
Castellet fut l'un des critiques les plus influents dans la rénovation technique et esthétique de la génération des années 1970, aussi bien en Catalogne que dans le reste de l'État espagnol en impulsant le mouvement des Novísimos par la publication en 1970 l'anthologie polémique Nueve novísimos poetas españoles.
Il fut aussi l'instigateur d'activités littéraires, éditoriales, académiques et associatives.
Il fut par ailleurs directeur littéraire de Edicions 62 de 1964 à 1996 et, par la suite, président de Grup 62, séquelle de la première citée. Il fonda et fut le premier président de l'« Association des écrivains en langue catalane » en 1977, fut membre du conseil de direction de la Comunità europea degli scrittori (en français : « Communauté européenne des écrivains »), juré du « Prix international de Littérature » et Doyen de l'Institució de les lletres catalanes (en français : « Institution des lettres catalanes »).
Il obtient en 2010 le Prix national des lettres espagnoles.

## Trajectoire
Formé comme critique littéraire en revues universitaires, il se fait remarquer grâce à son active participation au conseil de rédaction de la revue Laye (1950-1954), avec une position critique sur la littérature espagnole du moment ainsi que la publication d'une première compilation d'articles : Notas sobre literatura española contemporánea (en français : « Notes sur la littérature espagnole contemporaine »), en 1955. Sa volonté de renouvellement et la découverte de la critique littéraire européenne du groupe de Laye l'amènera à écrire La hora del lector (en « L'heure du lecteur ») en 1957. Son intérêt à faire découvrir le groupe de jeunes poètes qui ont commencé à publier chez Laye (Carlos Barral, Jaime Gil de Biedma et José Agustín Goytisolo) finira par accoucher de la polémique anthologie Veinte años de poesía española (en français : « Vingt ans de poésie espagnole ») en 1960, qui pose les bases du réalisme historique. Dix ans plus tard, il publia l'un de ses livres les plus importants : une nouvelle anthologie, Nueve novísimos poetas españoles (en français : « Neuf novísimos poètes espagnols » - novísimos étant un néologisme voulant dire littéralement « vraiment nouveaux ») publiée en 1970, qui marquera le changement de nouvelles tendances poétiques après le réalisme, et impulsa le plus important mouvement poétique des années 1970, encore référence aujourd'hui : les Novísimos. En 1963, il publia Poesia catalana del segle XX (en français : Poésie catalane du XXe siècle) en collaboration avec Joaquim Molas et y assume les préceptes du réalisme historique, qu'il développera plus tard (1965) comme Poesia, realisme, història.
À partir de 1968, l'intention critique de Castellet évolua jusqu'au structuralisme. C'est depuis cette éclectique et ouverte perspective qu'il écrit ses plus incisifs et brillants essais ; la production critique de cette étape se concentra sur deux livres importants : la lecture structuraliste de la poésie de Salvador Espriu — Iniciació a la poesia de Salvador Espriu (1971) — et l'analyse de la richesse narrative de l’œuvre de Josep Pla avec Josep Pla o la raó narrativa (en français : « Josep Pla ou la raison narrative »), en 1978. Dans Per un debat sobre la cultura a Catalunya (en français : « Pour un débat sur la culture en Catalogne »), en 1983, il articule une réflexion sur le rôle de la culture dans la nouvelle situation démocratique et dans le contexte de l'autonomie de la Catalogne. La dernière étape, concentrée sur la littérature mémorialiste — et initiée par la rédaction d'un journal qu'il ne publiera pas avant 2007 : Dietari de 1973 (en français : « Mise à jour de 1973 ») —, démarre fort avec Els escenaris de la memòria (en français : « Les scénarios de la mémoire »), en 1988, qui lui permet d'inaugurer, au travers du portrait littéraire, l'approximation à la propre autobiographie qui continue avec Seductors, il·lustrats i visionaris (en français : « Séducteurs, illustres et visionnaires ») en 2009 puis avec Memòries confidencials d’un editor. Tres escriptors amics (en français : « Mémoires confidentielles d'un éditeur. Trois écrivains amis ») en 2012.

## Œuvre
- Notas sobre literatura española contemporánea, Laye, Barcelone, 1955.
- La hora del lector, Seix Barral, Barcelone, 1957.
- La evolución espiritual de E. Hemingway, Taurus, Madrid, 1958.
- Veinte años de poesía española, Seix Barral, Barcelone, 1962.
- Poesia catalana del segle XX[B 1] (En collaboration avec Joaquim Molas), Barcelone, 1963.
- Poesia, realisme, història, Edicions 62, Barcelone, 1965.
- Lectura de Marcuse, Edicions 62, Barcelone, 1969. Ed. originale en catalan; version castillane: Seix Barral, Barcelone, Réimpression 1971).
- Ocho siglos de poesía catalana, Alianza Editorial, Madrid, 1969. (Anthologie bilingue, en collaboration avec Joaquim Molas).
- Nueve novísimos poetas españoles, Barral Editores, Barcelone, 1970.
- Iniciación a la poesía de Salvador Espriu, Taurus, Madrid, Prix Premio Taurus de ensayo en 1970.
- Qüestions de literatura, política i societat, Edicions 62, Barcelone, 1975.
- Literatura, ideología y política, Anagrama, Barcelone, 1976.
- Maria Girona. Una pintura en llibertat, Edicions 62, Barcelone, 1977. (En collaboration avec A.M. Moix).
- Josep Pla o la raó narrativa[B 6], Edicions Destino, Barcelone, 1978. Prix Premio Josep Pla en 1978. (Traduction en castillan: Ediciones Península, Barcelone, 1982).
- Antologia general de la poesia catalana, Edicions 62, Barcelone, 1979. (En collaboration avec Joaquim Molas).
- Per un debat sobre la cultura a Catalunya[B 7], Edicions 62, Barcelone, 1983.
- Iniciació a la poesia de Salvador Espriu[B 5], Edicions 62, Barcelone, 1984
- Generation von 27. Gedichte, Suhrkamp Verlag, Frankfurt am Main. (En collaboration avec P. Gimferrer), 1984.
- La cultura y las culturas, Argos Vergara, Barcelone, 1985.
- L’hora del lector. Seguido de Poesia, realisme, història, Edicions 62, Barcelone, 1987.
- Memòries poc formals d’un editor literari, Edicions 62, Barcelone, 1987.
- Vint-i-cinc anys (1962-1987), Edicions 62, Barcelone, 1987.
- Els escenaris de la memòria[B 9]. Edicions 62, Barcelone, 1988 ; en castillan: Los escenarios de la memoria, Anagrama, Barcelone, 1988.
- La hora del lector. (Édition critique de Laureano Bonet), Ediciones Península, Barcelone, 2001.
- Nueve novísimos. Avec un supplément documentaire, Ediciones Península, Barcelone, 2001. Nouvelle édition en 2006, revue et corrigée et avec un « supplément sentimental ».
- Vuit segles de poesia catalana, Edicions 62, Barcelone, 2005 (En collaboration avec Joaquim Molas).
- Dietari de 1973[B 8]. Edicions 62, Barcelone, 2007.
- Seductors, il·lustrats i visionaris[B 10]. Edicions 62, Barcelone, 2009. Version en castillan : Seductores, ilustrados y visionarios. Anagrama, Barcelone, 2009.
- Memòries confidencials d’un editor. Tres escriptors amics[B 11], Edicions 62, Barcelone, 2012.

## Prix et reconnaissance

### Prix littéraires
- Premio Taurus de ensayo, pour Iniciación a la Poesía de Salvador Espriu (1970)
- Premi Gaziel de periodisme (1977)
- Premi Josep Pla de prosa, pour Josep Pla o la raó narrativa (1977)
- Premi Joanot Martorell de narrativa, pour Els escenaris de la memòria (1987)
- Prix de la critique Serra d'Or de littérature et essai, pour Els escenaris de la memòria (1988)
- Premi de Literatura Catalana de la Generalitat - prosa, pour Els escenaris de la memòria (1989)
- Prix Lletra d'Or, pour Els escenaris de la memòria (1989)
- Premi Trajectòria de la Setmana del Llibre en Català (2004)
- Premi Nacional de cultura a la Trajectòria Professional i Artística (2009)
- Prix de la critique Serra d'Or, pour Seductors, il·lustrats i visionaris. Sis personatges en temps adversos (2010)
- Prix national des lettres espagnoles[5] (2010)

### Décorations officielles
- Creu de Sant Jordi de la Généralité de Catalogne, en 1983
- Médaille Pro-culture hongroise de la part de la République de Hongrie, 1987
- Officier de l'Ordre National du Mérite de la part du gouvernement français (1988)
- Médaille d'or du mérite des beaux-arts du Ministère de l'Éducation, de la Culture et des Sports espagnol (1993)[7]
- Medalla d'or al mèrit artístic de la part de la Mairie de Barcelone (1993)
- Medalla d'or de la Generalitat (2003)